# Esmée Peperkamp
Esmée Peperkamp (Didam, 23 juli 1997) is een Nederlands wielrenster die sinds 2021 voor het Nederlandse Team DSM-Firmenich rijdt.

## Carrière
Nadat Peperkamp in 2020 als zevende eindigde in de Klimsterstrofee, werd ze in 2021 prof bij Team DSM dat haar overnam van WV de Jonge Renner.

## Uitslagen in voornaamste wedstrijden
| Jaar | Amstel Gold Race | Luik-Bast.‑Luik | Trofeo Alfredo Binda | Brabantse Pijl | Waalse Pijl |
| ---- | ---------------- | --------------- | -------------------- | -------------- | ----------- |
| 2019 |                  |                 |                      |                |             |
| 2020 |                  |                 |                      |                |             |
| 2021 |                  |                 | opgave               | 46e            | opgave      |
| 2022 |                  |                 |                      | 41e            | 23e         |
| 2023 | opgave           | 44e             | 29e                  |                |             |

## Kampioenschappen
|                 | 2019 |  | 2021 | 2022 | 2023 |
| --------------- | ---- |  | ---- | ---- | ---- |
| NK tijdrijden   | 013e |  | 009e |      | 011e |
| NK wegwedstrijd | 041e |  | 028e | 035e | 016e |

## Ploegen
- 2021 –  Team DSM
- 2022 –  Team DSM
- 2023 –  Team DSM-Firmenich
- 2024 -  Team DSM-Firmenich PostNL
- 2025 -  Team DSM-Firmenich PostNL

Andersen · Georgi · Jastrab · Kirchmann · Koch · Labous · Lippert · Mackaij · Olausson · Peperkamp · Rivera · Soek · Wiebes
Barale · Curinier · Georgi · Jastrab · Kirchmann · Koch · Kool · Labous · Lippert · Mackaij · Peperkamp · Uijen · Wiebes
Barale · Ciabocco · Curinier · Georgi · Hengeveld · Jastrab · Koch · Kool · Labous · van der Meiden · Peperkamp · Uijen · Plouffe · Rayer · Storrie · Vinke
Bader (vanaf 16/7) · Barale · Barbieri · Ciabocco · Georgi · Hengeveld · Jastrab · Koch · Kool · Labous · van der Meiden (tot 30/7) · Nelson · Peperkamp · Uijen · Plouffe · Rayer · Smith · Storrie · Vinke
Bader · Barale · Barbieri · Cavalli · Ciabocco · Georgi · Heremans · Jastrab · Koch · Kool · Londoño · Nelson · Peperkamp · Roldan · Smith · Storrie · Uijen · Vinke